# Eleições presidenciais
As Eleições presidenciais são eleições nas quais é eleito um presidente, seja de um país, um parlamento ou uma entidade qualquer (como, por exemplo, uma empresa ou um clube). Assim como outras eleições, as presidenciais podem ser diretas (quando todos os membros do grupo podem votar) ou indiretas (quando a escolha é feita por uma minoria de pessoas designadas).
No caso de repúblicas que adotam o presidencialismo como sistema de governo, as eleições presidenciais costumam ser o ponto máximo da vida política do país. A intervalos regulares (quando há estabilidade democrática), são eleitos os membros do poder executivo, chefiados pelo presidente da República. É o caso dos Estados Unidos, Brasil, França e México, por exemplo.
Em grande parte dos países do mundo que, sob o regime republicano, também adotam o parlamentarismo, o presidente (que é apenas Chefe de Estado, mas não Chefe de Governo) geralmente é escolhido por eleição indireta, seja por um colégio eleitoral, ou sob acertos político-partidários definidos no parlamento. É assim que acontece, por exemplo, na Itália, na Alemanha e em Israel.
No entanto, em alguns dos países com sistemas parlamentaristas, como em Portugal e na Áustria, são realizadas eleições presidenciais diretas.